# ウィル・ハーディー
ウィリアム・ハーディ（William Hardy 、1988年1月21日 - ）は、アメリカ合衆国バージニア州リッチモンド出身のプロバスケットボール指導者であり、NBAのユタ・ジャズのヘッドコーチを務める。
現在NBAで最年少のヘッドコーチである。

## 経歴

### NBA

#### サンアントニオ・スパーズ
元カレッジバスケット選手で、大学卒業後、サンアントニオ・スパーズのヘッドコーチであるグレッグ・ポポビッチと親交のあったウィリアムズ大学のバスケットボールスタッフのメンバーを通じて、ポポビッチとつながり、高いバスケットボールIQを認められインターンシップを務めた。
、サンアントニオ・スパーズのサマーリーグチームを数年間指導していた。

#### ボストン・セルティックス
2021-2022シーズン、イーメイ・ユドーカヘッドコーチのもとでアシスタントコーチを務めた。

### ユタジャズ
2022年6月29日、ユタ・ジャズのヘッドコーチに就任した。ライアン・スミスGMの下で最初のヘッドコーチとなった。